# Samantha Cristoforetti
Samantha Cristoforetti (* 26. April 1977 in Mailand) ist eine italienische Astronautin im ESA-Astronautenkorps und ehemalige Kampfpilotin der italienischen Luftwaffe. Sie ist die erste Frau aus Italien im Weltraum und die erste europäische Frau, die einen Außenbordeinsatz absolviert hat. Sie hält gegenwärtig den Rekord für den längsten ununterbrochenen Raumflug einer europäischen Frau (199 Tage und 16 Stunden). Bis Juni 2017 war sie zudem Rekordhalterin des längsten ununterbrochenen Raumfluges einer Frau, bis dieser Rekord von Peggy Whitson gebrochen wurde. Mit Cristoforetti wurde im Jahr 2022 erstmals eine Europäerin Kommandantin der ISS.

## Jugend und Ausbildung
Samantha Cristoforetti wurde in Mailand geboren, wuchs allerdings im Dorf Malé im Val di Sole im Trentino auf. 1995 besuchte sie als Austausch-Schülerin eine amerikanische High School im US-Bundesstaat Minnesota. Aufgrund ihres ausgeprägten Interesses am Weltraum nahm sie während ihres Auslandsaufenthaltes am Space Camp, einem Astronauten-Programm für Jugendliche, teil. Cristoforetti besuchte das sprachliche Gymnasium in Bozen und schloss ihre Schulausbildung 1996 am Liceo Scientifico in Trient ab. Anschließend studierte sie an der Technischen Universität München Maschinenbau mit Schwerpunkt Antriebe und Leichtbaustrukturen in der Luft- und Raumfahrt. Sie schloss das Studium 2001 mit einem Diplom ab. Im Rahmen des Erasmus-Programms absolvierte sie jeweils einen mehrmonatigen Studien-Aufenthalt an der École Nationale Supérieure de l’Aéronautique et de l’Espace in Toulouse und an der Chemisch-Technischen Dmitri-Mendelejew-Universität in Moskau.

## Luftwaffe
Cristoforetti diente nach dem Studium in der Italienischen Luftwaffe. Im Rahmen ihrer fliegerischen Ausbildung studierte sie bis 2005 an der Accademia Aeronautica. Dabei erhielt sie auch ihren Bachelor in Luft- und Raumfahrttechnik, den sie an der Universität Neapel Federico II absolvierte. Nachdem sie an der Sheppard Air Force Base in Texas zur Kampfpilotin ausgebildet wurde, diente sie ab 2006 beim Geschwader 51º Stormo Ferruccio Serafini in Istrana und ab 2008 beim 32° Stormo „Armando Boetto“ in Amendola. Sie hat über 500 Flugstunden in den Militärflugzeugen Aermacchi SF-260, Cessna T-37, Northrop T-38, Aermacchi MB-339A, Aermacchi MB-339CD und AMX International AMX absolviert. Sie verließ die Luftwaffe zum 31. Dezember 2019; Sie hatte zuletzt den Rang Capitano (Hauptmann).

## Raumfahrt

### Auswahl und Training

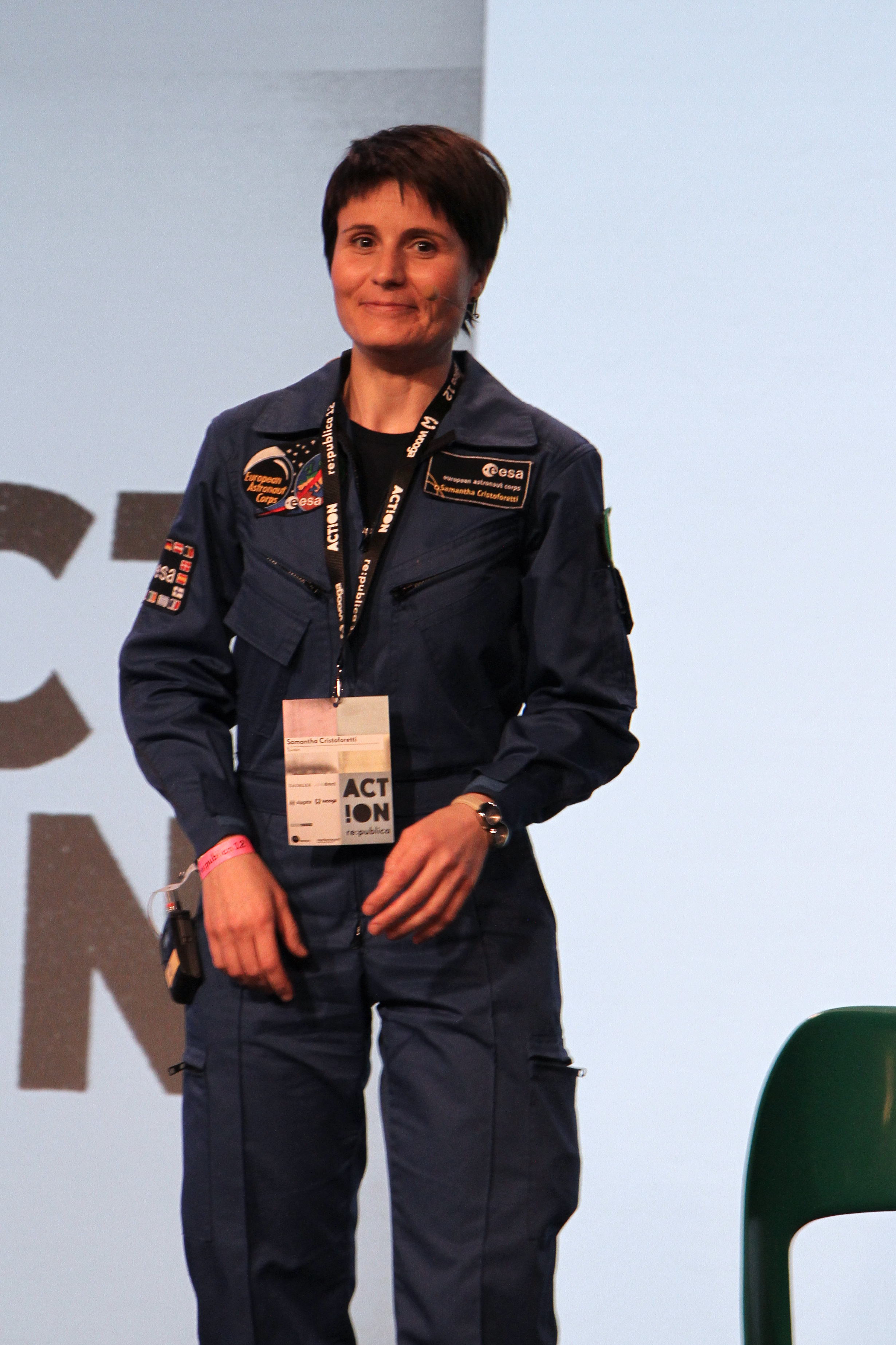
Samantha Cristoforetti auf der re:publica in Berlin (2012)

Cristoforetti setzte sich beim Auswahlverfahren der ESA gegen mehr als 8400 weitere Bewerber durch und wurde am 20. Mai 2009 in Paris als einzige Frau unter sechs neuen Astronauten des Europäischen Astronautenkorps der Öffentlichkeit vorgestellt. Sie schloss ihr Grundlagen-Training 2010 ab und wurde dann  weiter ausgebildet, etwa in Außenbordeinsätzen und Robotik, sowie als Flugingenieurin der Sojus-Raumfähre.

### Missionfutura– ISS-Expeditionen 42/43

#### Missionsverlauf
Am 3. Juli 2012 gab die ESA bekannt, dass Cristoforetti 2014 zu einem Langzeitaufenthalt auf der ISS starten würde. Cristoforetti gab ihrer Mission den Namen futura (lateinisch „Zukunft“). Sie flog am 23. November 2014 mit dem Raumschiff Sojus TMA-15M zur Internationalen Raumstation und wurde Mitglied der ISS-Expeditionen 42 und 43. Nach dem Fehlstart des russischen Versorgungsflugs Progress M-27M wurde entschieden, die Besatzung länger als ursprünglich geplant auf der ISS eingesetzt zu lassen. Dadurch konnte möglichst lange mit einer sechsköpfigen Crew geforscht werden. Am 7. Juni 2015, ihrem 195. Missionstag, löste Cristoforetti daher die US-Amerikanerin Sunita Williams als Rekordhalterin für Langzeitflüge von Frauen im Weltall ab. Die Landung erfolgte am 11. Juni 2015. Damit stellte Samantha Cristoforetti auch den Rekord für die längsten ununterbrochenen Raumflug eines ESA-Astronauten auf, den ihr italienischer Kollege Luca Parmitano 2020 mit seiner Mission Beyond brach.

Samantha Cristoforetti war verantwortlich für den Raumfrachter ATV-5 der ESA, den sie belud und abdockte. Sie assistierte beim Manövrieren eines Dragon-Raumfrachters zur Station und bediente den Roboter-Arm Canadarm2 bei der Ankunft eines weiteren. Sie unterstützte die anderen Crew-Mitglieder bei zwei Außenbordeinsätzen. Durch den Verlust von Ausrüstung an Bord des verunglückten Frachters Cygnus Orb-3 konnte Cristoforetti selbst allerdings einen geplanten Außenbordeinsatz nicht durchführen.

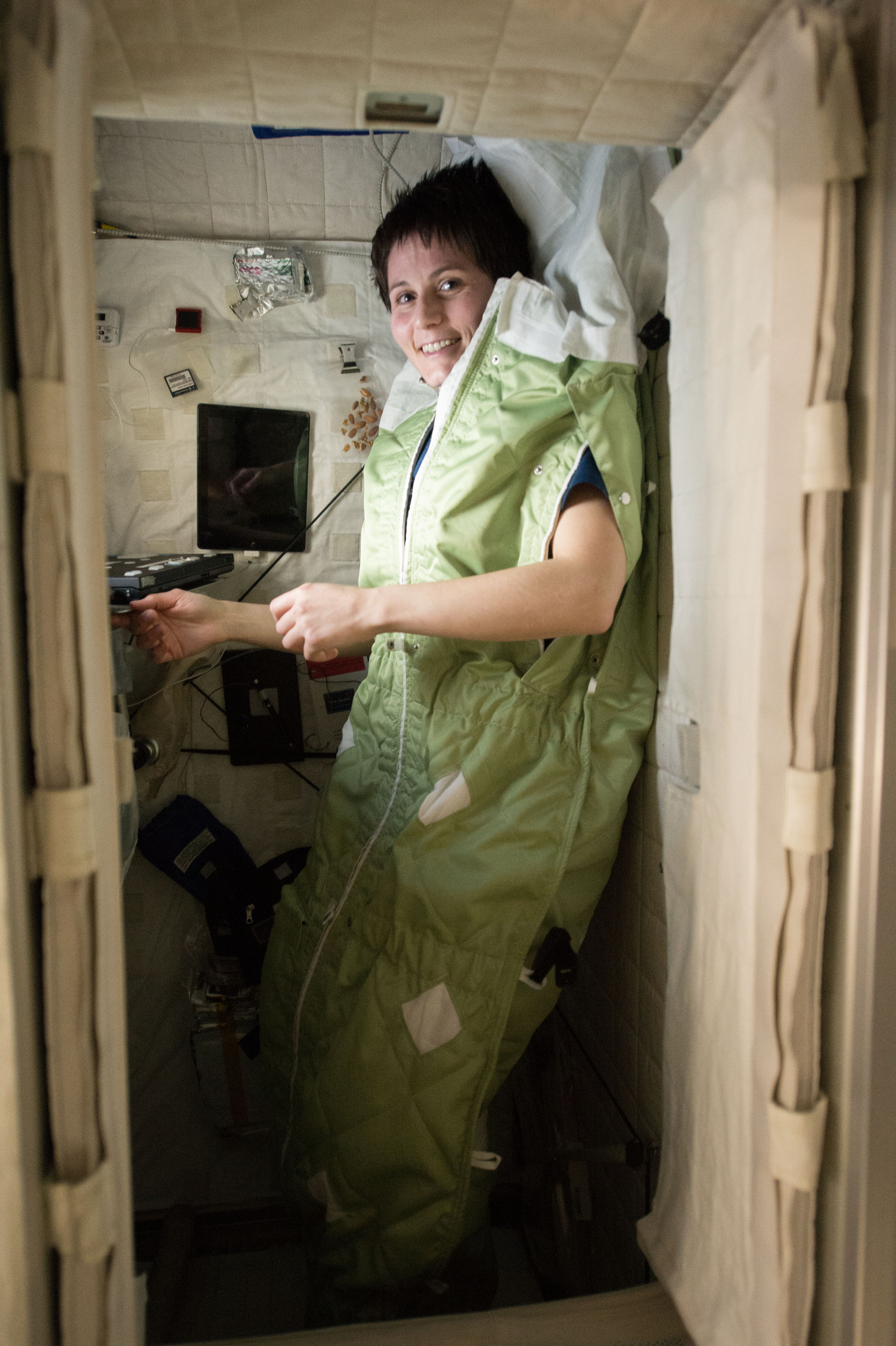
Samantha Cristoforetti in einem speziellen Schwerelosigkeits-Schlafsack auf der ISS-Expedition 42 (6. Dezember 2014)

#### Wissenschaftliche Experimente
Die Mission futura beschäftigte sich vor allem mit den Folgen von Langzeitaufenthalten im Weltraum. Ein Fokus waren Genetik und Biologie. Experimente mit Fruchtfliegen, Ameisen, Pflanzen und Würmern der Art Caenorhabditis elegans untersuchten die Auswirkungen der Schwerelosigkeit über mehrere Generationen hinweg. Die Fruchtfliege hat Teile ihres Erbguts mit dem Menschen gemein, daher wurde an ihr untersucht, wie sich Gene über mehrere Generationen hinweg verändern. Das Wachstum von Samen und Sprösslingen wurde beobachtet, um die Grundlage dafür zu schaffen, Nutzpflanzen im Weltraum zu ziehen. Weitere Versuche sammelten Daten über das Verhalten von Mikropartikeln, sogenannten Kolloiden. Das Triplelux-Experiment untersuchte das Immunsystem von Organismen auf Zellebene. Es studierte die Immunantwort von Zellen der Gemeinen Miesmuschel auf eine Infektion und zeichnete auf, wie sich Immunzellen von Ratten in der Schwerelosigkeit ordnen.

### Teilnahme an internationalen Gremien und Übungen

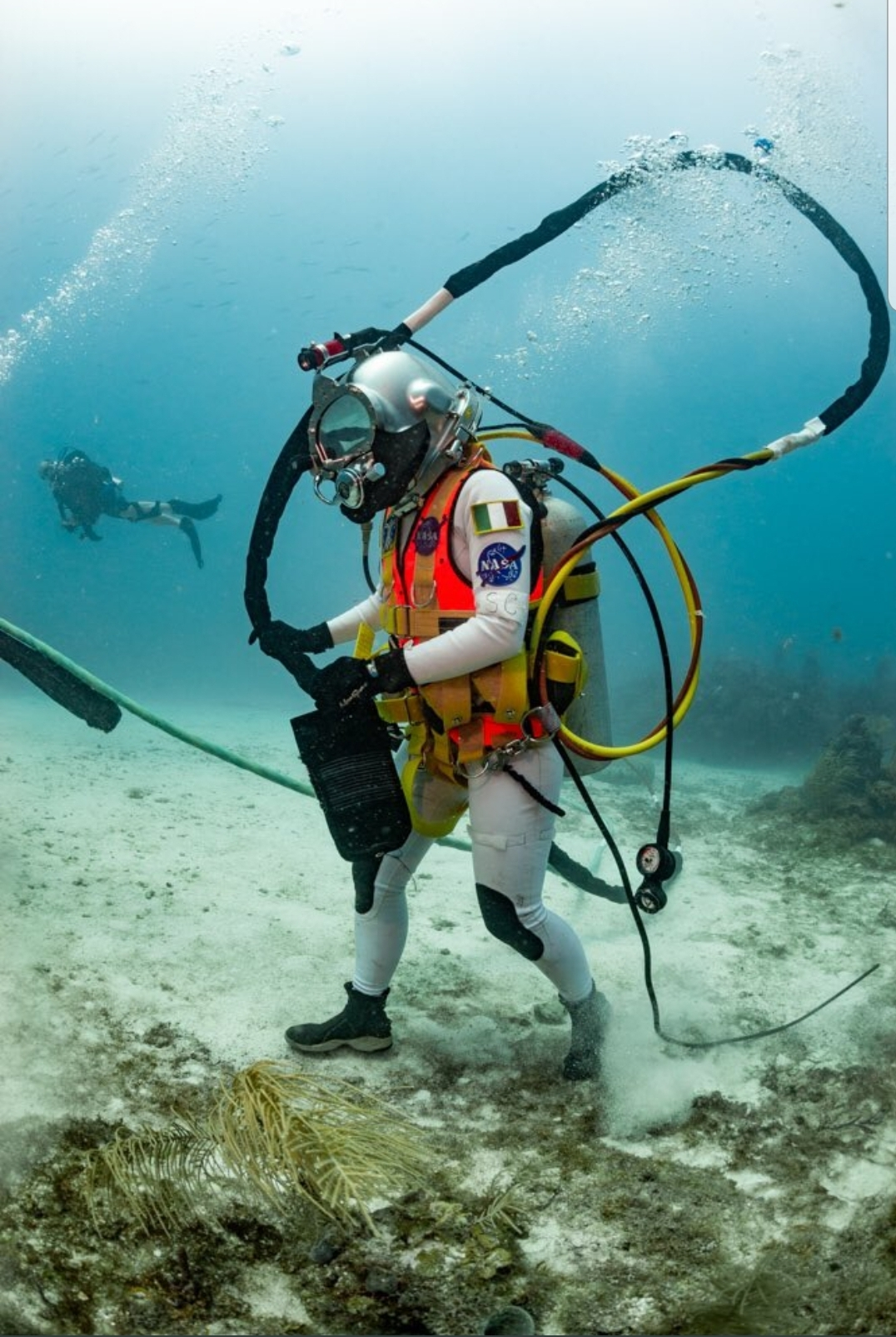
Cristoforetti auf einem Außenbordeinsatz während der NEEMO-23 Unterwasser-Mission (14. Juni 2019)

Nach der Rückkehr zur Erde übernahm Cristoforetti verschiedene technische und Management-Aufgaben im Europäischen Astronautenzentrum in Köln. Darunter waren etwa Auswertungen von Projekten im Bereich bemannte Raumfahrt und die Leitung einer Studenteninitiative, die sich mit den Herausforderungen bei zukünftigen bemannten Mondmissionen befasste. Zudem war sie Astronauten-Vertreterin für die ESA bei der Entwicklung der Gateway-Raumstation, die zukünftig in einer stabilen Umlaufbahn den Mond umkreisen soll. Dabei beschäftigte sie sich insbesondere mit den Crew-Systemen und der Bewohnbarkeit des von der ESA entwickelten Moduls I-Hab.
Samantha Cristoforetti war außerdem an einer internationalen Arbeitsgruppe beteiligt, in der chinesische und europäische Raumfahrer Möglichkeiten einer Zusammenarbeit ausloteten. In diesem Rahmen nahm sie 2017 gemeinsam mit ihrem Kollegen Matthias Maurer und chinesischen Kollegen an einer Übung zur Seenotrettung von Raumfahrern im Gelben Meer teil. Dies war die erste gemeinsame Übung von chinesischen und ausländischen Raumfahrern in China.
Cristoforetti nahm im Juni 2019 als Kommandantin an der 23. NEEMO-Mission der NASA teil. Dabei wird ein Aufenthalt an Bord eines Raumschiffes unter Wasser simuliert. Die Teilnehmenden haben als „Aquanauten“ einen Tagesablauf, der dem von Astronauten auf einer Raumstation gleichen soll; Sie leben auf engem Raum zusammen und führen verschiedene Experimente und technische Tätigkeiten durch, etwa einen Ausstieg aus der Druckkapsel.

### MissionMinerva– ISS-Expedition 67/68

#### Missionsvorbereitung
Im März 2021 wurde Samantha Cristoforetti für einen zweiten Langzeiteinsatz auf der ISS ausgewählt und als Besatzungsmitglied des Raumfluges SpaceX Crew-4 an Bord eines Crew-Dragon-Raumfahrzeugs bekanntgegeben. Ihre Mission trug den Namen Minerva, nach der römischen Göttin. Die anderen Besatzungsmitglieder des Flugs waren die NASA-Astronauten Kjell Lindgren, Robert Hines und Jessica Watkins. Jessica Watkins war ebenfalls Teil der NEEMO-Mission 23. Die ESA gab im Mai 2021 bekannt, dass Cristoforetti als Kommandantin der ISS-Expedition 68 dienen würde. Dies war zwischendurch auf Grund des Flugplans revidiert worden, bis schließlich im September 2022 bestätigt wurde, dass Cristoforetti als erste europäische Frau das Kommando der ISS innehaben werde.

#### Missionsverlauf

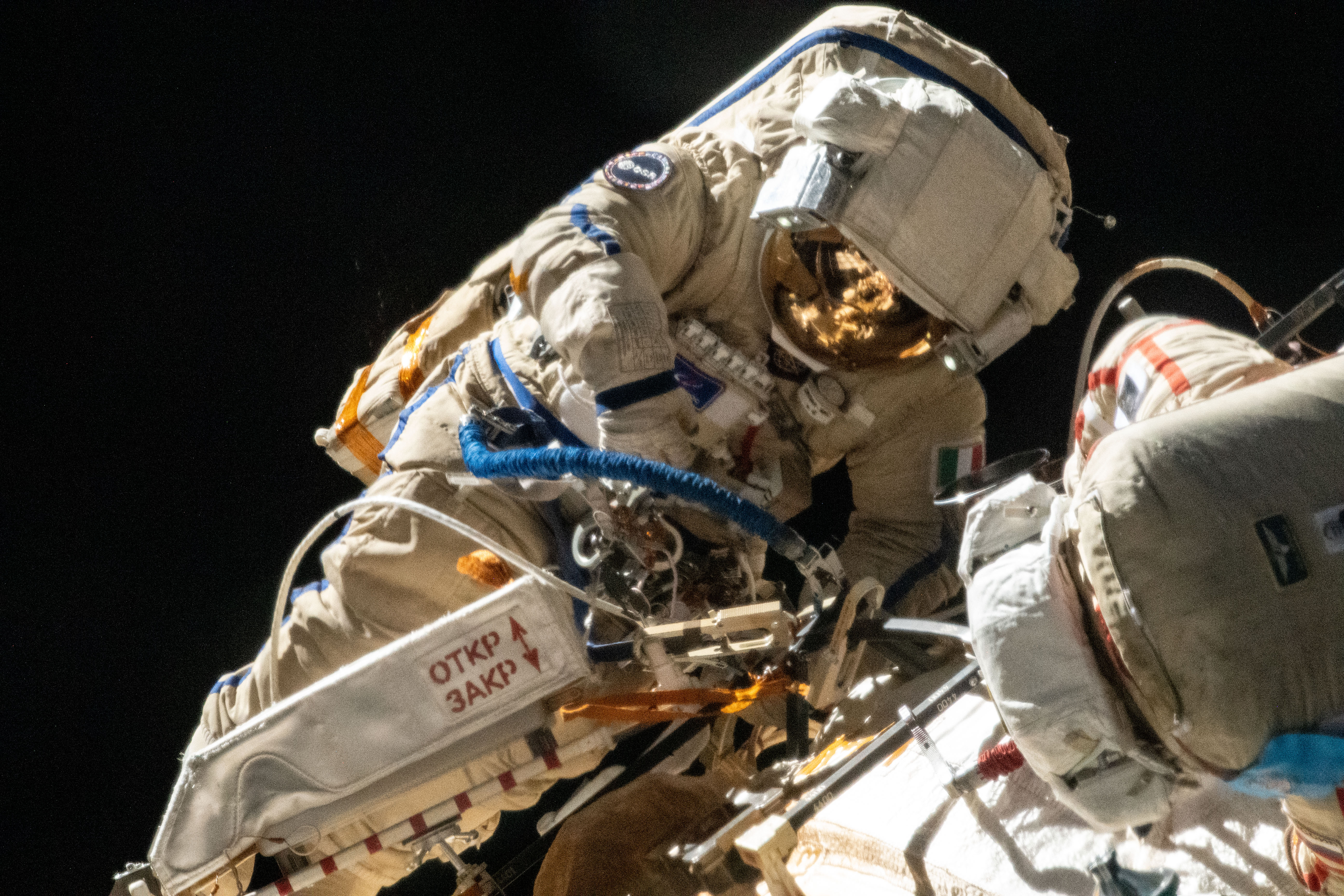
Cristoforetti während ihres Außenbordeinsatz, am 21. Juli 2022, in einem russischen Orlan-Raumanzug, bei der Arbeit am Modul Nauka

Nach Verzögerungen startete Cristoforetti am 27. April 2022 um 7:52 UTC vom Kennedy Space Center im Bundesstaat Florida in den Vereinigten Staaten zur Internationalen Raumstation. Die Kopplung an der ISS erfolgte nur 16 Stunden nach dem Start, die bisher schnellste Anreise eines Dragon-Raumschiffs. Am 21. Juli 2022 absolvierte Cristoforetti zusammen mit Oleg Artemjew ihren ersten Außenbordeinsatz. Sie wurde damit zur ersten Frau aus Europa bzw. der ESA, die einen solchen Einsatz absolvierte. Sie ist außerdem die erste Person aus Europa, die einen Außenbordeinsatz in einem Orlan-Raumanzug bewältigte. Vom 28. September 2022 bis zum 12. Oktober 2022, nach Beginn der ISS-Expedition 68, hatte Cristoforetti das Kommando auf der ISS inne. Sie wurde damit die erste Frau aus Europa in dieser Funktion. Am 14. Oktober 2022 endete die Mission mit der erfolgreichen Wasserung des Raumschiffes Freedom im Atlantik.

### Nach dem Ende von Minerva
Nach Rückkehr aus dem All ist Cristoforetti wieder dem Astronautenzentrum in Köln zugeordnet. Als aktives Mitglied des Astronautenkorps nimmt Cristoforetti weiterhin kontinuierlich an Lehrgängen teil. So absolvierte sie etwa die PANGAEA-Übung, die ESA-Astronauten Kenntnisse in Geologie durch Expeditionen vermitteln soll. Dabei soll das Identifizieren von Gestein auf anderen Himmelskörpern, etwa dem Mond, erprobt werden und Methoden entwickelt werden. Gleichzeitig soll das Wissen der Astronauten aufgefrischt werden. Dabei arbeiten die Astronauten im Team.

#### Programm für kommerzielle Frachtflüge
Cristoforetti leitet das ESA-Programm für kommerzielle Frachtflüge in den Weltraum, das im November 2023 von den Mitgliedsländern beschlossen wurde. Dabei soll von europäischen Unternehmen Fracht in die Erdumlaufbahn gebracht werden. Das Programm ist dem amerikanischen COTS-Programm nachempfunden. Anders als in der Vergangenheit möchte die ESA dabei Frachtflüge als Dienstleistung kaufen und nicht mehr selbst die dafür notwendigen Raumfahrzeuge entwickeln. In mehreren Ausschreibungsrunden werden dabei Studienaufträge an Unternehmen vergeben, um die Entwicklung voranzutreiben. ESA-Generaldirektor Josef Aschbacher äußerte im November 2023 sogar die Hoffnung, bemannte Raumflüge auf diese Art beauftragen zu können, mit den Fähigkeiten, die sich aus dem Frachtprogramm entwickeln könnten. Dies würde ebenfalls dem Vorbild der NASA folgen, dem sogenannten Commercial-Crew-Programm. Cristoforetti warnte nach der Bekanntgabe zweier Firmen, die den Zuschlag für eine Förderung erhielten, dass die Ausgaben der ESA um eine „Größenordnung“ gesteigert werden müssten, um das Fracht-Programm zum Erfolg zu bringen. Dies würde die Gesamtinvestition der Raumfahrtagentur laut Schätzungen von Ars Technica auf etwa 500 Millionen Dollar bringen.

## Engagement
Samantha Cristoforetti ist Botschafterin des Kinderhilfswerks UNICEF. Sie hat unter anderem eine Spendenkampagne durch einen auf der ISS gefilmten Film unterstützt. Im September 2019 veröffentlichte sie ihre Memoiren Die lange Reise. Tagebuch einer Astronautin (Originaltitel: Diario di un'apprendista astronauta). Der Erlös aus dem Verkauf des Buches kommt ebenfalls UNICEF zugute.
Cristoforetti hat sich für die Gleichberechtigung von Frauen ausgesprochen. Dabei setzt sie sich besonders dafür ein, dass Mädchen sich genauso stark für Wissenschaft und sogenannte MINT-Fächer geeignet sehen wie Jungen im gleichen Alter. Sie möchte durch ihr Vorbild Mädchen dazu inspirieren, an sich selbst zu glauben und alle Karrierewege für erreichbar und erstrebenswert zu halten. 2019 hat der Spielzeughersteller Mattel zusammen mit der ESA eine Barbie-Puppe gestaltet, die Samantha Cristoforetti in einem blauen ESA-Overall bzw. in einem Raumanzug nachgebildet ist. Die Puppe soll zeigen, dass Frauen eine Vielzahl an unterschiedlichen Berufen haben können.

## Privates
Zu Cristoforettis Hobbys zählen Bergsteigen, Tauchen und Höhlenforschung. Sie spricht Italienisch, Englisch, Deutsch, Französisch, Russisch und Chinesisch.
Samantha Cristoforetti ist Fan der Science-Fiction-Serie Star Trek und hat sich unter anderem auf der Internationalen Raumstation in der typischen Uniform gekleidet. Zum Gedenken an den Schauspieler Leonard Nimoy, der in der Serie Mr. Spock darstellte, veröffentlichte sie ein Photo, auf dem sie in der Cupola der Raumstation die Grußgeste der Vulkanier zeigt.
Sie lebt mit ihrem Partner, einem französischen Astronautentrainer, und ihren zwei Kindern in Bonn.
Wie viele Astronauten ist auch Samantha Cristoforetti Funkamateurin; ihr Amateurfunkrufzeichen lautet IZ0UDF.

## Ehrungen
- Verdienstorden der Italienischen Republik: Komtur (2013), Großkreuz (2015)[43]
- Ehrendoktorwürde der Universität Pavia[44], des Politecnico di Torino[45] und der Vrije Universiteit Amsterdam.
- Der Asteroid (15006) Samcristoforetti wurde nach ihr benannt.[46]
- Die Europa-Edition der Politik-Nachrichten-Website Politico kürte Cristoforetti als „Euronautin“ zu einer der 28 einflussreichsten europäischen Persönlichkeiten im Jahr 2022.[47]
- Bayerischer Verfassungsorden (2023)[48]